# Fresno de la Vega (kommunhuvudort)
Fresno de la Vega är en kommunhuvudort i Spanien.   Den ligger i provinsen Provincia de León och regionen Kastilien och Leon, i den norra delen av landet, 260 km nordväst om huvudstaden Madrid. Fresno de la Vega ligger 755 meter över havet och antalet invånare är 637.
Terrängen runt Fresno de la Vega är huvudsakligen platt. Fresno de la Vega ligger nere i en dal som går i nord-sydlig riktning. Runt Fresno de la Vega är det mycket glesbefolkat, med 3 invånare per kvadratkilometer. Närmaste större samhälle är Valencia de Don Juan, 5,9 km söder om Fresno de la Vega. Trakten runt Fresno de la Vega består till största delen av jordbruksmark.